# ماد ماكس: بيوند ثاندردوم
ماد ماكس:بيوند ثاندردوم (بالإنجليزية: Mad Max Beyond Thunderdome)‏ ، هي فيلم أسترالي من نوع أكشن وزمن ما بعد الكارثة، أنتجت عام 1985م من قبل كينيدي ميلر برودكشن ووزعه شركة وارنر برذرز الأمريكية، من بطولة ميل غيبسون.